# Thouars-sur-Arize
 Thouars-sur-Arize  es una población y comuna francesa, en la región de Mediodía-Pirineos, departamento de Ariège, en el distrito de Pamiers y cantón de Le Mas-d'Azil.

## Demografía
| 48 | 44 | 59 | 37 | 39 | 50 |
| Para los censos de 1962 a 1999 la población legal corresponde a la población sin duplicidades (Fuente: INSEE [Consultar]) |    |    |    |    |    |